# Zuyd Hogeschool
Zuyd Hogeschool is een instituut voor het hoger beroepsonderwijs (hbo) in het Nederlandse Zuid-Limburg met locaties in Heerlen, Maastricht en Sittard en heeft samen 30 academies. Het college van bestuur zetelt in Heerlen. De Engelstalige naam is Zuyd University of Applied Sciences. Zuyd heeft zijn organisatie ingericht rondom drie activiteiten: onderwijs voor studenten (Zuyd Hogeschool), onderzoek voor bedrijven en instellingen en trainingen en opleidingen voor professionals. Zuyd werkt over de grenzen van vakgebieden heen intensief samen met bedrijven, (kennis)instellingen en overheden.
Zuyd heeft een voorgeschiedenis die ruim honderd jaar terug gaat, en is sterk verankerd in Limburg en de Euregio Maas-Rijn. Hiermee levert Zuyd een belangrijke bijdrage aan de economische en maatschappelijke ontwikkelagenda van deze regio.
De hogeschool biedt opleidingen aan in een uiteenlopend scala van vakgebieden, onder andere op het gebied van techniek, bouw, ICT, media, chemie, biologie, gezondheid, welzijn, bestuur, recht, maatschappij, gedrag, onderwijs, taal, communicatie, kunst en cultuur.

## Geschiedenis
Het hoger beroepsonderwijs in Nederland bestond tot de jaren tachtig van de twintigste eeuw uit vele kleine instellingen. Er werd toen een proces ingezet van samengaan van deze scholen tot grotere verbanden. In het kader van de STC-operatie (schaalvergroting-taakverdeling-concentratie) was er ook in Zuid-Limburg aanvankelijk een akkoord om te komen tot één grote hbo-instelling. Deze voorgenomen fusie ketste echter op het laatste moment om tal van redenen af. Vanaf eind jaren tachtig bewerkstelligen diverse hbo-instellingen in Zuid-Limburg door kleinere en grotere tussenstappen alsnog een grote fusie. In Maastricht ontstond hierdoor de Hogeschool Maastricht en in Heerlen ontstond in 1987 Hogeschool Heerlen. In 1996 fuseerden Hogeschool Sittard, Hogeschool Heerlen en het Hoger economisch en administratief onderwijs (HEAO) Limburg uit Sittard tot Hogeschool Limburg.
In 2001 werd het fusietraject afgerond met de oprichting van Hogeschool Zuyd als resultaat van de fusie van Hogeschool Limburg en Hogeschool Maastricht. In 2003 telde de hogeschool circa 12.000 studenten en 1.200 medewerkers. Het onderwijs was georganiseerd in negentien faculteiten en vijftig studierichtingen.

## Academies en lectoraten
De voorheen zelfstandige hbo-instellingen Academie Beeldende Kunsten Maastricht (opgericht: 1823/1926), Toneelacademie Maastricht (1950), Conservatorium Maastricht (1924/1956), Hogere Hotelschool Maastricht (1950), Vertaalacademie Maastricht (1981), Academie Verloskunde Maastricht (1907-2002: Vroedvrouwenschool Heerlen), HTS Heerlen (1921) en de PABO's van Maastricht en Sittard (in 2002 gefuseerd) zijn sinds 2001 onderdeel van Zuyd Hogeschool, maar met een eigen gezicht en een soms ver teruggaande traditie.
Na de fusie kreeg het begrip 'academie' een andere invulling. Het onderwijs, onderzoek en de verbinding met de praktijk is anno 2022 georganiseerd in 29 academies. De meeste academies vallen samen met een opleiding. Soms bestaat de academie uit een beperkt aantal opleidingen die sterk met elkaar verweven zijn. Via de academies kunnen bedrijven en instellingen in contact komen met studenten voor stageplekken, opdrachten en traineeships.
Het onderzoek bij Zuyd wordt uitgevoerd in 'lectoraten'. Een lectoraat is een kenniskring die onder leiding van een lector staat en onderzoek doet naar een speciaal onderwerp. Lectoraten werken met elkaar en met de opleidingen samen.

## Locaties

### Heerlen
- Applied Science Academie
- Academie voor Ergotherapie
- Academie voor Facility Management
- Academie voor Fysiotherapie
- Academie voor Logopedie
- Academie voor Mens en Techniek
- Academie voor Vaktherapie
- Academie voor Verpleegkunde
- Built Environment Academie
- Engineering Academie
- ICT Academie

### Maastricht
- Academie Oriëntaalse Talen en Communicatie
- Academie Verloskunde
- Architectuur Academie Maastricht
- Conservatorium Maastricht
- Hotel Management School Maastricht
- International Business School Maastricht
- Maastricht Academy of Interdisciplinary Arts
- Maastricht Institute of Arts
- School of European Studies
- Toneelacademie Maastricht
- Vertaalacademie
- Applied Data Science and Artificial Intelligence

### Sittard
- Academie voor Business Studies
- Academie voor Commerciële Economie
- Academie voor Financieel Management
- Academie voor Sociale Studies
- De Juridische Academie
- De Nieuwste Pabo

## Bekende alumni
Een bekend alumnus van de Faculteit Bèta Sciences and Technology van Zuyd Hogeschool is Kitty Nijmeijer. Voor bekende alumni van het Maastricht Institute of Arts en de Toneelacademie Maastricht, zie de lijsten van alumni in de desbetreffende artikelen.

## Fotogalerij

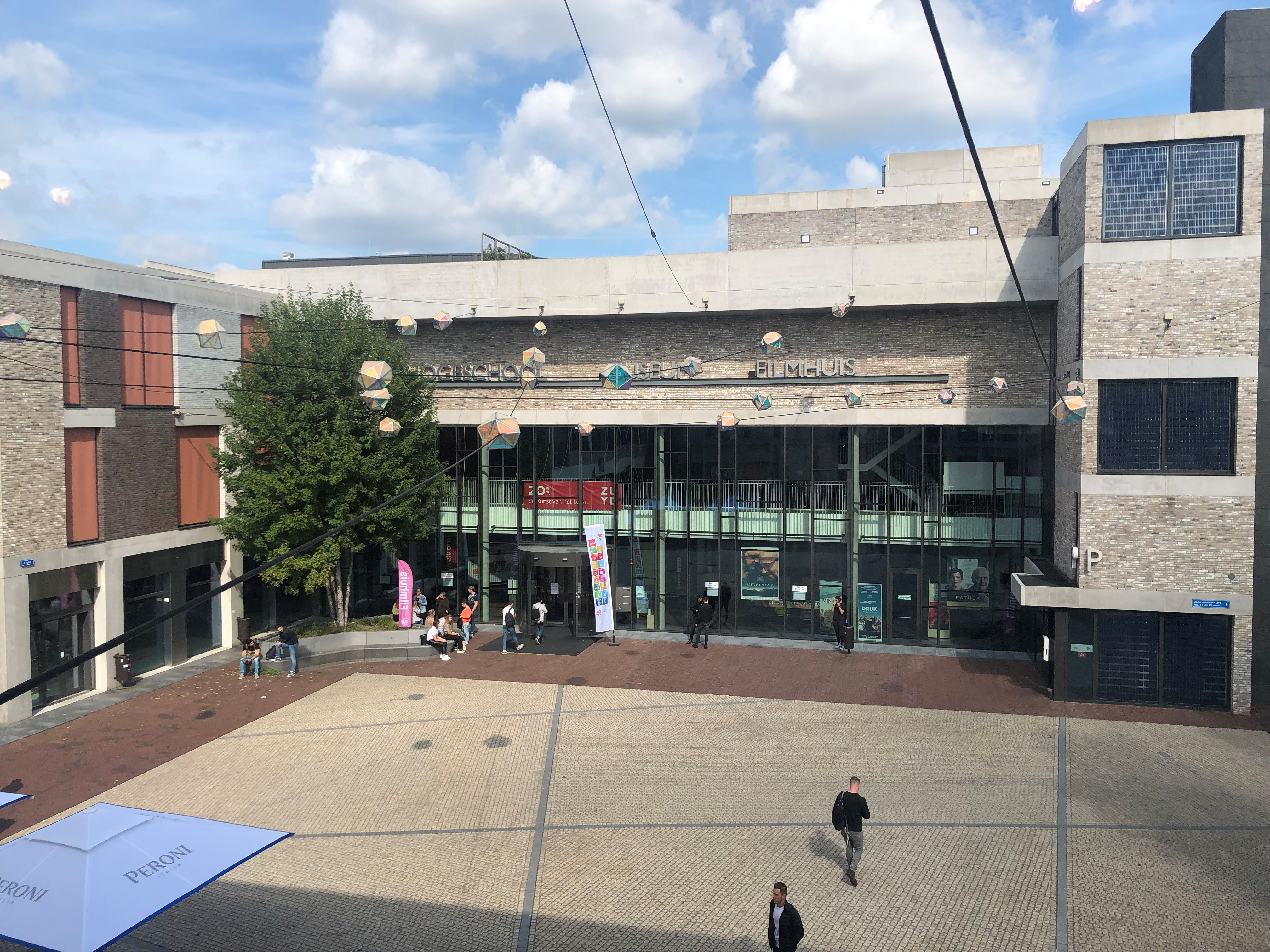
Locatie Sittard
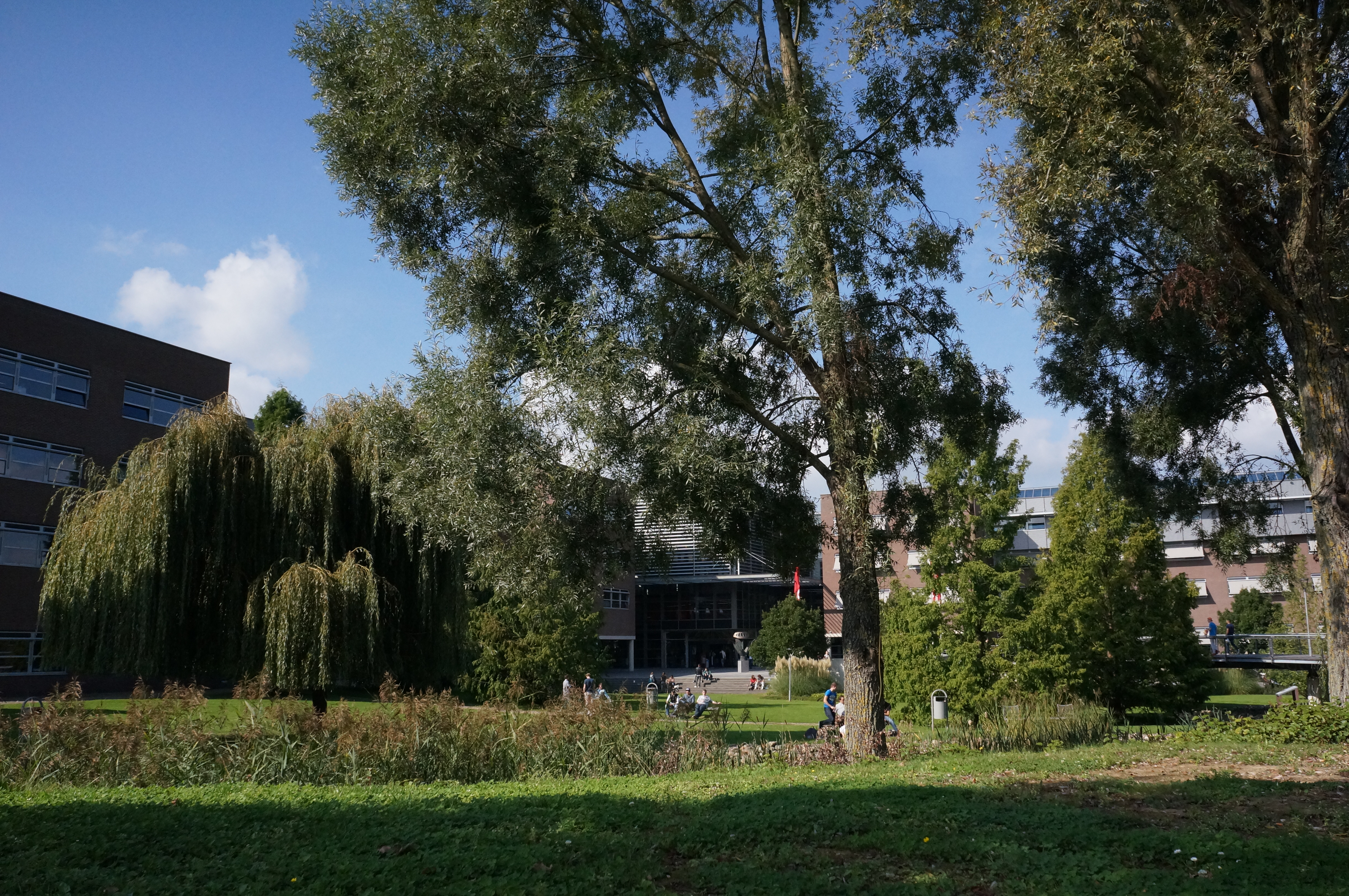
Locatie Heerlen
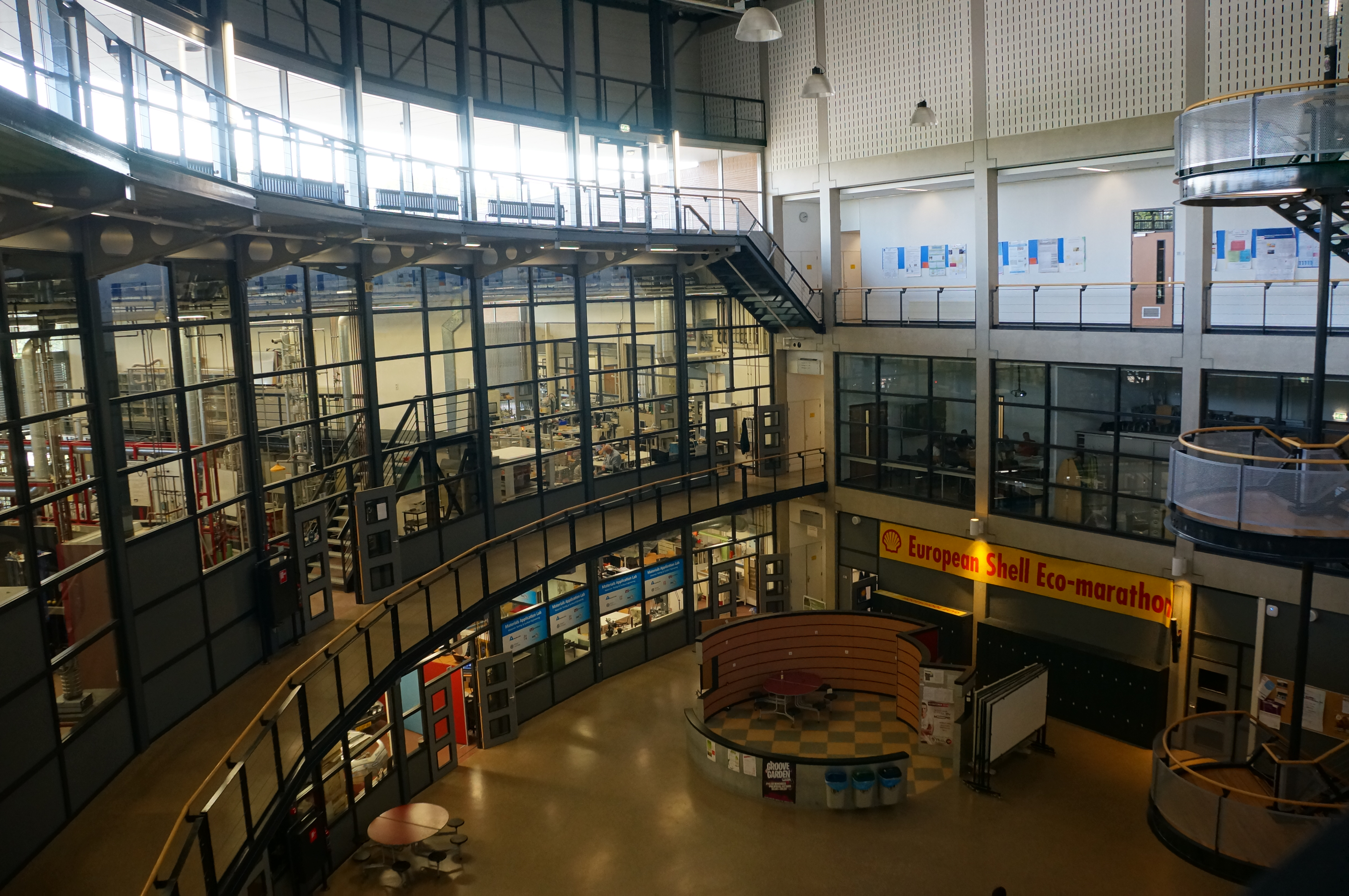
Heerlen, atrium Gebouw A
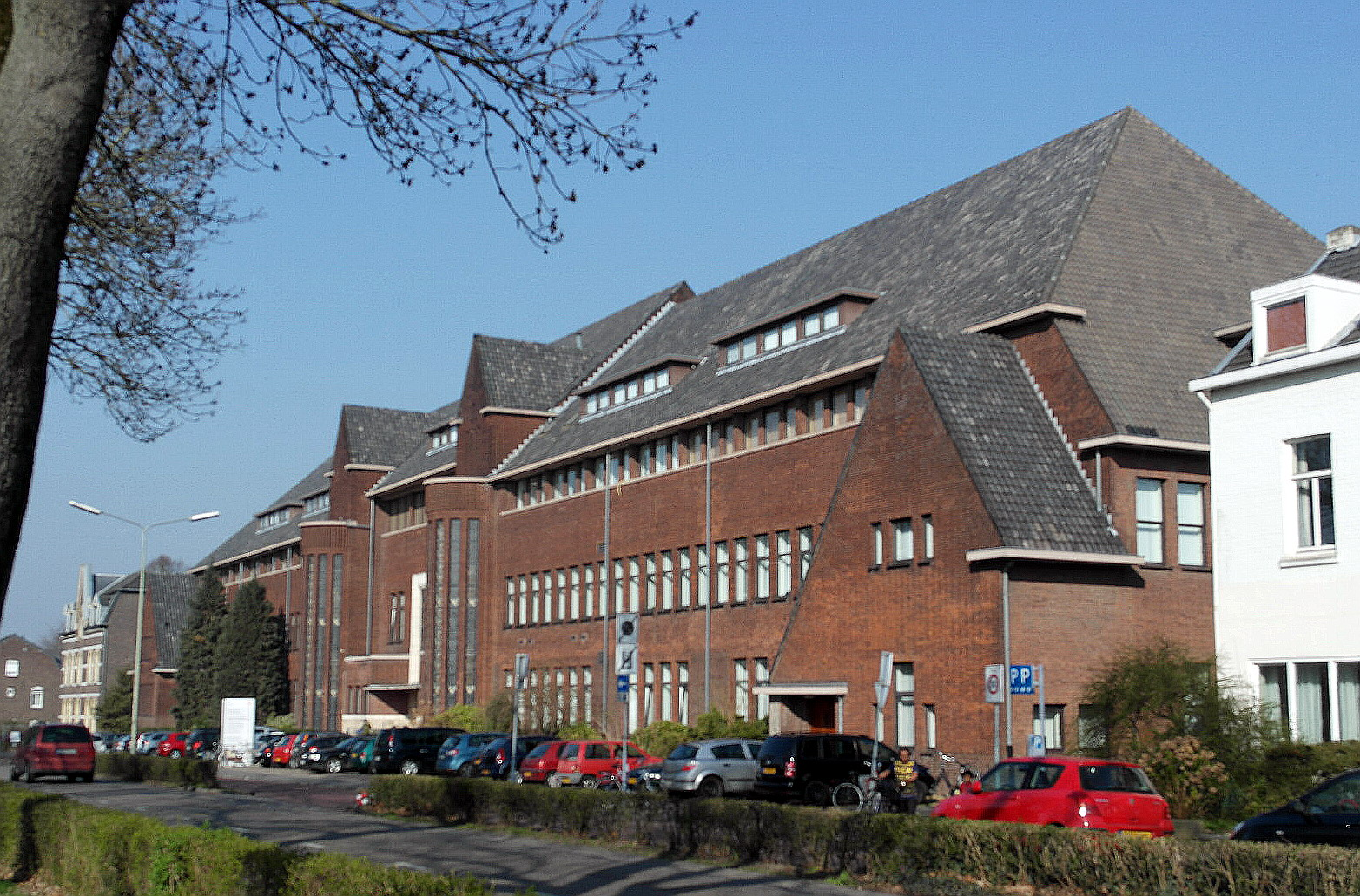
International Business & Communication, Maastricht
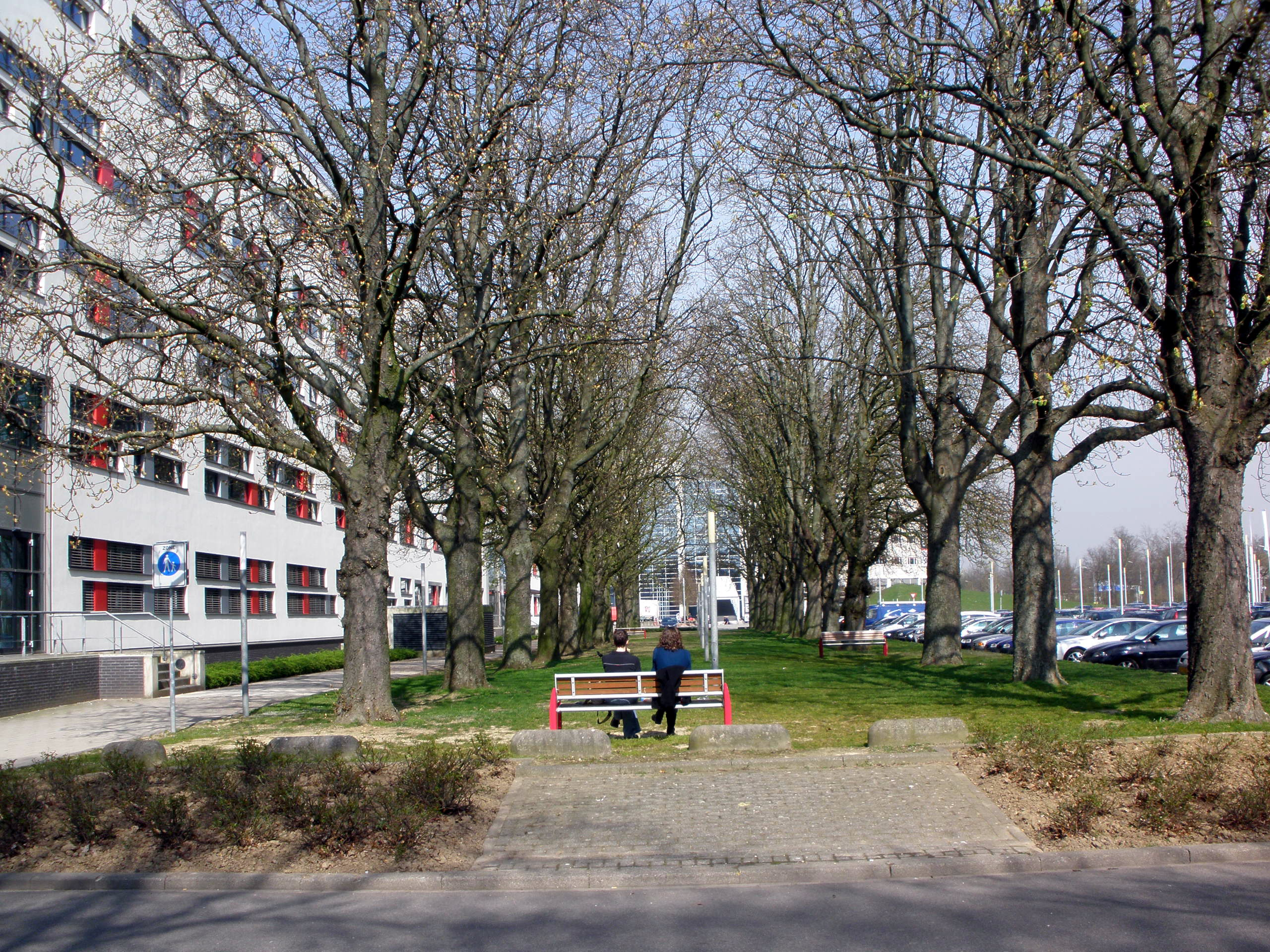
Academie Verloskunde Maastricht
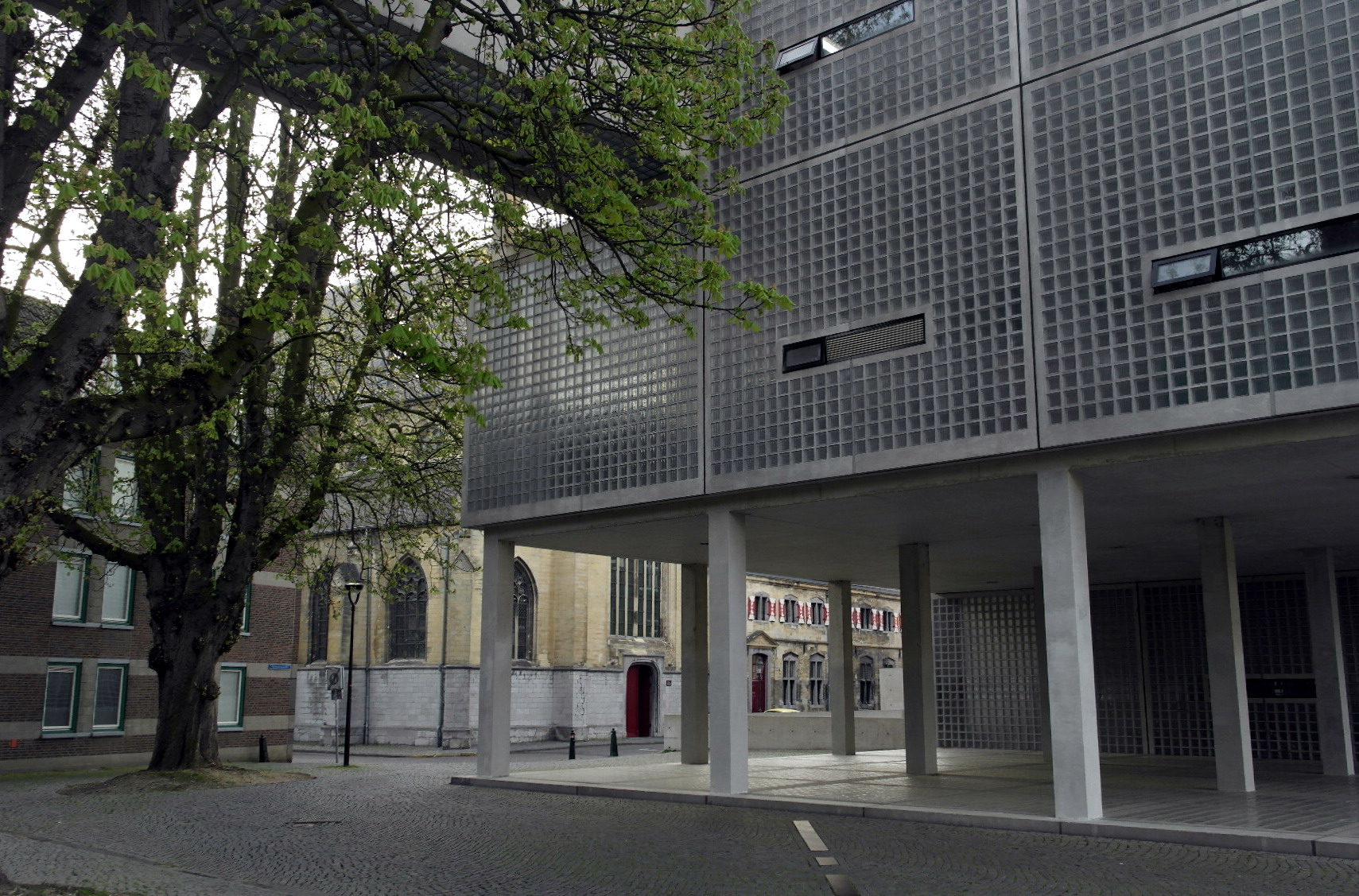
Maastricht Institute of Arts
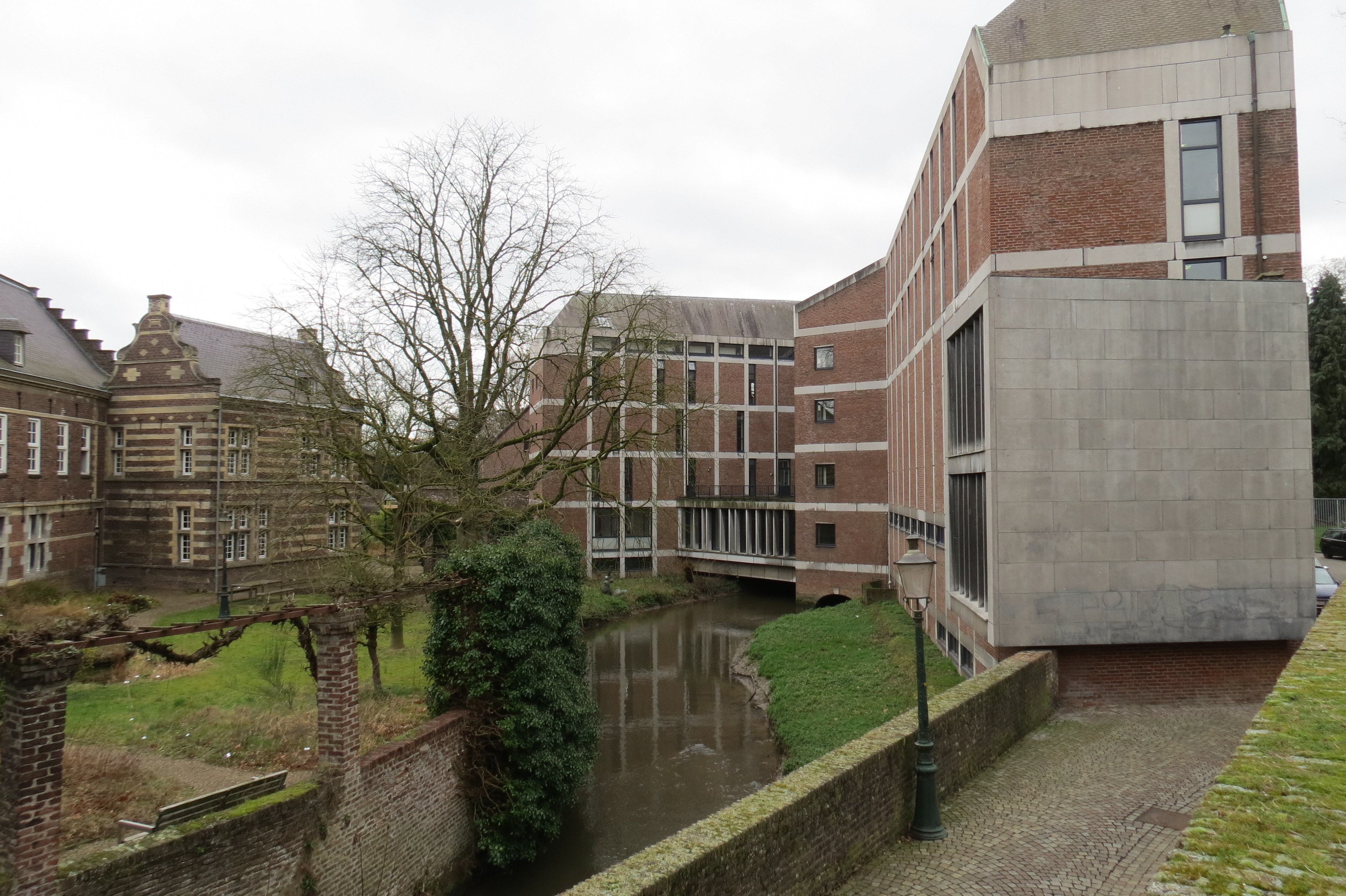
Conservatorium Maastricht
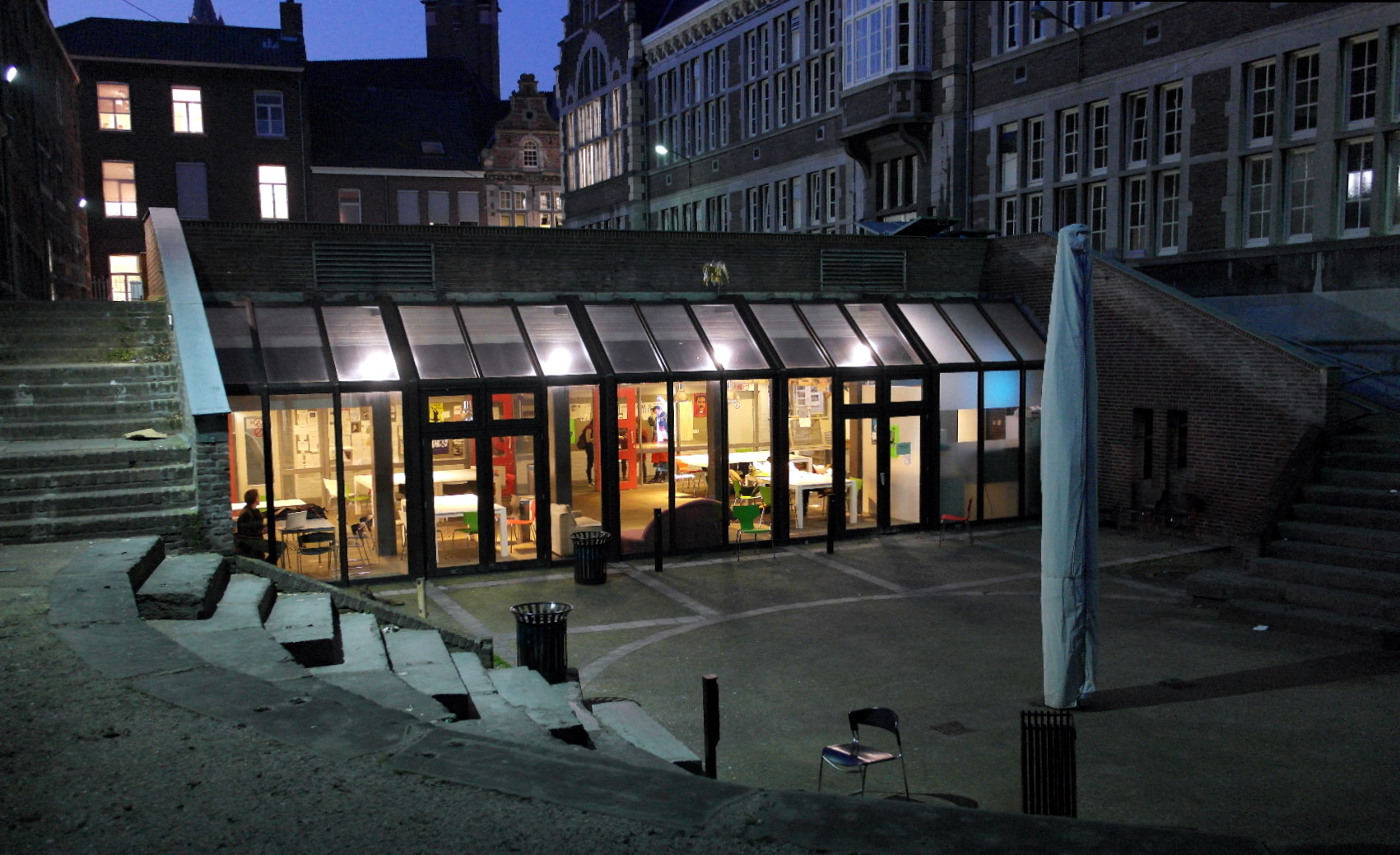
Toneelacademie Maastricht
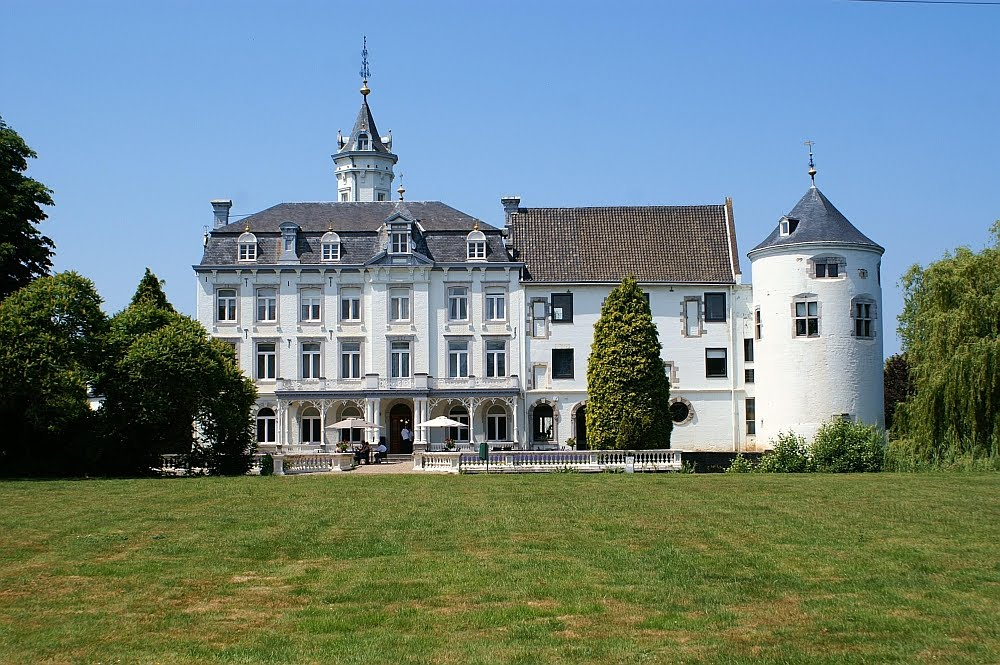
Hotel Management School Maastricht